# Forces blindées lituaniennes entre 1918 et 1940
 (octobre 2021).
La mise en forme du texte ne suit pas les recommandations de Wikipédia : il faut le « wikifier ».
Les points d'amélioration suivants sont les cas les plus fréquents. Le détail des points à revoir est peut-être précisé sur la page de discussion.
- Les titres sont pré-formatés par le logiciel. Ils ne sont ni en capitales, ni en gras.
- Le texte ne doit pas être écrit en capitales (les noms de famille non plus), ni en gras, ni en italique, ni en « petit »…
- Le gras n'est utilisé que pour surligner le titre de l'article dans l'introduction, une seule fois.
- L'italique est rarement utilisé : mots en langue étrangère, titres d'œuvres, noms de bateaux, etc.
- Les citations ne sont pas en italique mais en corps de texte normal. Elles sont entourées par des guillemets français : « et ».
- Les listes à puces sont à éviter, des paragraphes rédigés étant largement préférés. Les tableaux sont à réserver à la présentation de données structurées (résultats, etc.).
- Les appels de note de bas de page (petits chiffres en exposant, introduits par l'outil «  Source ») sont à placer entre la fin de phrase et le point final[comme ça].
- Les liens internes (vers d'autres articles de Wikipédia) sont à choisir avec parcimonie. Créez des liens vers des articles approfondissant le sujet. Les termes génériques sans rapport avec le sujet sont à éviter, ainsi que les répétitions de liens vers un même terme.
- Les liens externes sont à placer uniquement dans une section « Liens externes », à la fin de l'article. Ces liens sont à choisir avec parcimonie suivant les règles définies. Si un lien sert de source à l'article, son insertion dans le texte est à faire par les notes de bas de page.
- La présentation des références doit suivre les conventions bibliographiques. Il est recommandé d'utiliser les modèles {{Ouvrage}}, {{Chapitre}}, {{Article}}, {{Lien web}} et/ou {{Bibliographie}}. Le mode d'édition visuel peut mettre en forme automatiquement les références.
- Insérer une infobox (cadre d'informations à droite) n'est pas obligatoire pour parachever la mise en page.

Pour une aide détaillée, merci de consulter Aide:Wikification.
Si vous pensez que ces points ont été résolus, vous pouvez retirer ce bandeau et améliorer la mise en forme d'un autre article.
 (octobre 2021).

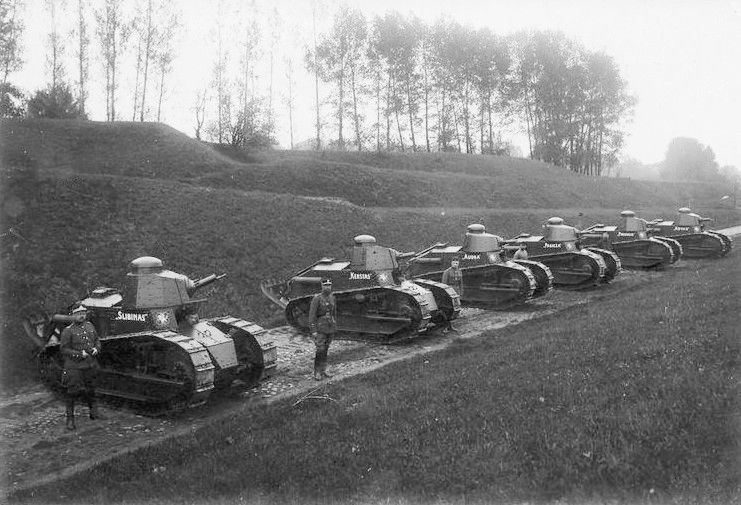
Chars légers Renault FT-17 appartenant à l'équipe lituanienne de véhicules blindés

Les forces blindées lituaniennes ont joué un rôle important depuis l'indépendance du pays en 1918. Elles étaient composées principalement de véhicules Alliés (Britanniques, Français) et Suédois. En 1940, l'URSS occupe militairement la Lituanie et ces forces sont incorporées dans le XXIXème Corps Territorial Soviétique. 

## Histoire

### La naissance de la force blindée lituanienne
La Lituanie a proclamé son indépendance le 16 février 1918. Quand les forces armées allemandes se sont retirées en novembre de cette année, ce sont les bolchéviques qui sont arrivés en Lituanie. L’invasion a été stoppé avec l’aide des allemands, mais les lituaniens ont réussi à récupérer uniquement le tiers du territoire sans la capitale Vilnius. Dans le cadre d’une grande contre-offensive réalisée en 1919, l’ensemble des territoires lituaniens ont été récupérés. 
En 1919, l’armée lituanienne combattait le restant des troupes allemandes stationnées sur leur territoire et en 1920, elle combattait également les forces polonaises qui étaient intéressées par Vilnius. 
Durant cette guerre d’indépendance, ce sont les trains blindés qui ont joué un rôle majeur dans les combats. Un des premiers trains blindés lituanien s’appelait « Gedyminas ». Il a été construit en 1920, puis il a été capturé par les polonais. Les lituaniens disposaient également d’automitrailleuses. La première automitrailleuse de l’armée lituanienne était une Izorski-Fiat qui a été capturé aux soviétiques en mai 1919. Elle a été nommée « Žaibas ». 
L’automitrailleuse était stationnée à Klaipeda à partir de janvier 1923, quand cette ville a été conquise par l’armée lituanienne jusqu’en mars 1939 où les Allemands se sont emparés (Ultimatum allemand contre la Lituanie). 
Vers la fin de l’année 1919, les lituaniens ont reçu de la part des Alliés 5 automitrailleuses allemandes Erhardt/Daimler-Behelftswagens. Elles ont été appelées : « Aras », « Perkunas », « Pragaras », « Sarunas » et « Savanoris ». Un escadron a été créé par la suite avec ces automitrailleuses. Cette unité blindée était commandée par le capitaine K. Musteiskis et elle a participé aux combats contre les polonais pour la région de Vilnius. 
Après la fin des opérations militaires en 1920, les forces armées lituaniennes se sont renforcées de 3 nouveaux trains blindés : « Gedyminas », « Gelezininku Vilkas » et « Kestutis ». Un régiment de train blindée a été créé pour cette occasion. Celui-ci a été dissous en 1935.
Dans la première partie de 1923, la Lituanie a acheté aux français, 12 chars Renault FT-17 sans leurs armements. Ils ont été appelés : « Audra », « Drąsutis », « Galiūnas », « Giltinė », « Griaustinis », « Karžygys », « Kerštas », « Kovas », « Pagieža », « Pykuolis », « Slibinas » et « Smūgis ».
C’est dans la ville de Kaunas, que ces chars ont reçu leurs armements, avec la mise en place d’une mitrailleuse Maxim 7,92mm. En 1924, à Radviliškis, la 1ère compagnie blindée a vu le jour. Elle a été divisée en 3 escadrons de 4 chars chacun.

### La modernisation de l'entre deux-guerres
En décembre 1933, de nouveaux chars ont été acquis. Ce sont des chars Vickers M1933 britanniques, armés par des mitrailleuses Vickers de 7,92mm ou un canon de 37mm. 4 blindés ont été équipés de radios. Ces nouveaux chars ont permis la création de la 2ème compagnie blindée qui stationnait à Kowno et à Radviliškis. 
Durant la même année, les lituaniens ont acheté en Suède 6 nouvelles automitrailleuses Landsverk L-181, armées d’un canon semi-automatique de 20mm et par 2 mitrailleuses Maxim 7,92mm. Elles ont été reçues en 1934. Elles ont obtenu les numéros tactiques 29, 30, 31, 32, 33 et 34. Ces nouvelles automitrailleuses ont été regroupées dans la 1ère compagnie d’automitrailleuses. Cette compagnie a été divisée en 3 escadrons de 2 automitrailleuses chacune à Kowno, à Radviliškis et à Tauragė. 
En mai 1936, l’armée lituanienne a reçu 16 autres chars Vickers M1933. Ces chars ont été regroupés dans la 3ème compagnie blindée à Tauragė et à Alytus.

### La Seconde Guerre Mondiale
A la fin du mois d’octobre 1939, 10 chars Vickers des 2ème et 3ème compagnies blindées ont pénétré dans la capitale Vilnius. Celle-ci a été laissée par les soviétiques aux lituaniens après la campagne de Pologne. 
En raison, d’un incendie survenu le 7 novembre 1939, dans une base de l’armée lituanienne, on déplore la perte de 7 ou de 8 chars Vickers tandis que 2 ou 3 autres chars ont été sérieusement endommagés.
Vers la fin des années 1930, les autorités lituaniennes souhaitaient changer leurs 12 chars FT-17 obsolètes par 21 chars légers LTL de conception tchécoslovaque. Ils devaient être armés d’un canon automatique de 20mm et de 2 mitrailleuses Maxim de 7,92mm. Cependant, après l’annexion de la Tchécoslovaquie en 1938 (accords de Munich) et celle de la Lituanie en 1940 par l’Armée Rouge, le 17 juin 1940, la commande n’a pas été réalisée. 
Après l’occupation du territoire lituanien, son armée rentre désormais dans le XXIXème Corps Territorial Soviétique.  
Au début de l’année 1940, les forces blindées lituaniennes étaient organisées de la manière suivante : 
- 1re compagnie d'automitrailleuses (6 Landsverk L-181)
- 1re compagnie blindée (12 chars Renault FT-17)
- 2e compagnie blindée (15 chars Vickers)
- 3e compagnie blindée (15 chars Vickers)